# Списак насељених места у Северној Македонији

## ГрадСкопље
Састоји се од 10 градских општина:

### Аеродром
део насељеног места Скопље и насељено место Долно Лисиче.

### Бутел
део насељеног места Скопље и насељена места: Љубанци и Љуботен.

### Гази Баба
део насељеног места Скопље и насељена места: Брњарци, Булачани, Идризово, Јурумлери, Раштак, Смиљковци, Страчинци, Трубарево и Црешево.

### Ђорче Петров
део насељеног места Скопље и насељена места: Грачани, Кучково, Никиштане и Орман.

### Карпош
део насељеног места Скопље и насељена места: Бардовци и Горно Нерези. 

### Кисела Вода
део насељеног места Скопље и насељено место: Усје.

### Сарај
део насељеног места Скопље и насељена места: Арнакија, Бојане, Буковић, Глумово, Горно Свиларе, Грчец, Дворце, Долно Свиларе, Копаница, Крушопек, Ласкарци, Љубин, Матка, Паничари, Радуша, Раовић, Рашче, Рудник Радуша, Семениште, Чајлане и Шишево.

### Центар
део насељеног места Скопље.

### Чаир
део насељеног места Скопље.

### Шуто Оризари
Део насељеног места Скопље и насељена места Горњи Оризари и Доњи Оризари.

## Остале општине уСеверној Македонији

### Арачиново
Арачиново, Грушино, Мојанци и Орланци.

### Берово
Берово, Будинарци, Владимирово, Двориште, Мачево, Митрашинци, Ратево, Русиново и Смојмирово.

### Битољ
Барешани, Бистрица, Битољ, Братин Дол, Брусник, Буково, Велушина, Габалавци, Гопеш, Горно Егри, Горно Оризари, Граешница, Дихово, Доленци, Долно Егри, Долно Оризари, Драгарино, Драгожани, Драгош, Древеник, Ђавато, Жабени, Злокућани, Кажани, Канино, Карамани, Кишава, Кравари, Кременица, Крклино, Крстоар, Кукуречани, Лавци, Лажец, Лера, Лисолај, Логоварди, Лопатица, Магарево, Маловиште, Метимир, Меџитлија, Нижеполе, Ново Змирново, Облаково, Олевени, Оптичари, Орехово, Острец, Поешево, Породин, Рамна, Раштани, Ротино, Свиниште, Секирани, Снегово, Средно Егри, Српци, Старо Змирново, Стрежево, Трн, Трново, Цапари, Црнобуки и Црновец.

### Богданци
Богданци, Ђавато, Селемли и Стојаково.

### Боговиње
Боговиње, Горно Палчиште, Горно Седларце, Долно Палчиште, Жеровјане, Јеловјане, Камењане, Новаће, Ново Село, Пирок, Раковец, Селце Кеч, Синичане и Урвич.

### Босилово
Бориево, Босилово, Гечерлија, Дрвош, Еднокућево, Иловица, Моноспитово, Петралинци, Радово, Робово, Сарај, Секирник, Старо Балдовци, Турново, Хамзали и Штука.

### Брвеница
Блаце, Брвеница, Волковија, Гургурница, Долно Седларце, Милетино, Радиовце, Стенче, Теново и Челопек.

### Валандово
Ајранли, Аразли, Бајрамбос, Балинци, Баракли, Башали, Башибос, Брајковци, Булунтули, Валандово, Вејсели, Градец, Грчиште, Дедели, Ђулели, Јосифово, Казандол, Кочули, Марвинци, Пирава, Плавуш, Прстен, Раброво, Собри, Татарли, Терзели, Удово, Чалакли и Честево.

### Василево
Ангелци, Варварица, Василево, Висока Маала, Владиевци, Градошорци, Доброшинци, Дукатино, Едрениково, Кушкулија, Нивичино, Нова Маала, Пиперево, Радичево, Седларци, Сушево, Требичино и Чанаклија.

### Вевчани
Вевчани.

### Велес
Башино Село, Белештевица, Бузалково, Велес, Ветерско, Горно Каласлари, Горно Оризари, Долно Каласлари, Долно Оризари, Иванковци, Карабуњиште, Крушје, Кумарино, Лугунци, Мамутчево, Новачани, Ново Село, Ораовец, Отовица, Раштани, Рлевци, Рудник, С'лп, Сливник, Сојаклари, Сопот, Црквино, Чалошево и Џидимирци.

### Виница
Блатец, Виница, Виничка Кршла, Градец, Грљани, Драгобраште, Истибања, Јакимово, Калиманци, Крушево, Лаки, Лески, Липец, Пекљани, Трсино и Црн Камен.

### Вранештица
Атишта, Бигор Доленци, Вранештица, Дупјани, Карбуница, Козичино, Крушица, Миокази, Орланци, Патец, Рабетино, Речани, Светораче, Староец и Челопеци.

### Врапчиште
Врановци, Врапчиште, Галата, Градец, Добри Дол, Ђурђевиште, Зубовце, Калиште, Ломница, Неготино, Ново Село, Пожаране, Сенокос и Топлица.

### Гостивар
Балин Дол, Беловиште, Бродец, Вруток, Горња Бањица, Горња Ђоновица, Горње Јеловце, Гостивар, Дебреше, Доња Бањица, Доња Ђоновица, Доње Јеловце, Железна Река, Здуње, Корито, Куново, Лакавица, Лешница, Мало Турчане, Митрој Крсти, Падалиште, Печково, Равен, Речане, Симница, Србиново, Страјане, Сушица, Трново, Тумчевиште, Форино, Чајле и Чегране.

### Градско
Виничани, Водоврати, Горно Чичево, Градско, Грнчиште, Двориште, Долно Чичево, Згрополци, Кочилари, Куридере, Ногаевци, Подлес, Свећани, Скачинци, Убого и Уланци.

### Дебар
Баниште, Бомово, Гари, Горно Косоврасти, Дебар, Долно Косоврасти, Коњари, Кривци, Могорче, Осој, Отишани, Рајчица, Селокући, Спас, Татар Елевци, Трнанић, Хаме и Џепиште.

### Дебарца
Арбиново, Белчишта, Ботун, Брежани, Велмеј, Волино, Врбјани, Годивје, Горенци, Горно Средоречие, Грко Поле, Долно Средоречие, Злести, Издеглавје, Климештани, Лактиње, Лешани, Мешеишта, Мраморец, Ново Село, Оздолени, Оровник, Песочани, Слатино, Слатински Чифлик, Сливово, Сошани, Требеништа, Турје и Црвена Вода.

### Делчево
Бигла, Ветрен, Вирче, Вратиславци, Габрово, Град, Делчево, Драмче, Звегор, Илиово, Киселица, Косово Дабје, Нов Истевник, Очипала, Полето, Разловци, Селник, Стамер, Стар Истевник, Тработивиште, Турија и Чифлик.

### Демир Капија
Барово, Бесвица, Бистренци, Демир Капија, Драчевица, Дрен, Иберли, Клисура, Копришница, Корешница, Кошарка, Прждево, Стрмашево, Челевец и Чифлик.

### Демир Хисар
Бабино, Базерник, Бараково, Белче, Бојиште, Брезово, Вардино, Велмевци, Вирово, Големо Илино, Граиште, Демир Хисар, Доленци, Единаковци, Жван, Железнец, Журче, Загориче, Зашле, Кочиште, Кутретино, Лесково, Мало Илино, Мренога, Ново Село, Обедник, Прибилци, Радово, Ракитница, Растојца, Света, Сладуево, Слепче, Слојештица, Смилево, Сопотница, Стругово, Суво Грло, Суводол, Утово и Церово.

### Дојран
Дурутлија, Ђопчели, Куртамзали, Николић, Нов Дојран, Органџали, Севендекли, Сретеново, Стар Дојран, Фурка, Црничани, Чаушли и Џумабос. 

### Долнени
Бело Поле, Браилово, Вранче, Горно Село, Гостиражни, Дабјани, Дебреште, Десово, Долгаец, Долнени, Дреновци, Дупјачани, Жабјани, Житоше, Забрчани, Заполжани, Зрзе, Костинци, Кошино, Кутлешево, Лажани, Локвени, Мало Мраморани, Маргари, Небрегово, Новоселани, Пешталево, Рилево, Ропотово, Сарандиново, Секирци, Сенокос, Слепче, Сливје, Средорек, Стровија и Црнилиште.

### Ђевђелија
Богородица, Габрово, Давидово, Ђевђелија, Кованци, Коњско, Милетково, Миравци, Моин, Мрзенци, Негорци, Ново Коњско, Петрово, Прдејци, Серменин, Смоквица и Хума. 

### Желино
Горна Лешница, Групчин, Добарце, Долна Лешница, Желино, Копачин Дол, Ларце, Луковица, Мерово, Ново Село, Озормиште, Палатица, Рогле, Седларево, Стримница, Требош, Церово и Чифлик.

### Зелениково
Вражале, Градовци, Гумалево, Дејковец, Добрино, Зелениково, Ново Село, Орешани, Пакошево, Палиград, Смесница, Страхојадица, Таор и Тисовица.

### Зрновци
Видовиште, Зрновци и Мородвис.

### Илинден
Ајватовци, Бујковци, Бунарџик, Бучинци, Дељадровци, Илинден, Кадино, Марино, Миладиновци, Мралино, Мршевци и Текија.

### Јегуновце
Беловиште, Вратница, Жилче, Јажинце, Јанчиште, Јегуновце, Копанце, Орашје, Подбређе, Прељубиште, Раотинце, Ратаје, Рогачево, Сиричино, Старо Село, Туденце и Шемшево.

### Кавадарци
Бегниште, Бојанчиште, Бохула, Брушани, Бунарче, Ваташа, Возарци, Галиште, Гарниково, Глишић, Горна Бошава, Грбовец, Дабниште, Добротино, Долна Бошава, Драгожел, Драдња, Дреново, Кавадарци, Кесендре, Клиново, Конопиште, Кошани, Крњево, Куманичево, Мајден, Марена, Мрежичко, Праведник, Р'жаново, Радња, Раец, Ресава, Рожден, Сопот, Страгово, Фариш, Чемерско, Шешково и Шивец.

### Карбинци
Аргулица, Батање, Вртешка, Голем Габер, Горни Балван, Горно Трогерци, Долни Балван, Долно Трогерци, Ебеплија, Јунузлија, Калаузлија, Карбинци, Кепекчелија, Козјак, Крупиште, Курфалија, Кучилат, Кучица, Мал Габер, Мичак, Муратлија, Нов Караорман, Оџалија, Припечани, Прналија, Радање, Руљак, Таринци и Црвулево.

### Кичево
Атишта, Арханђел, Бачишта, Белица, Бериково, Бигор Доленци, Брждани, Букојчани, Видрани, Вранештица, Гарани, Големо Церско, Горња Душегубица, Горње Строгомиште, Горњи Добреновец, Грешница, Длапкин Дол, Доња Душегубица, Доње Строгомиште, Доњи Добреновец, Другово, Дупљани, Ехловец, Жубрино, Зајас, Иванчишта, Извор, Јаворец, Јагол, Јагол Доленци, Јудово, Карбуница, Кичево, Кладник, Кленовец, Кнежино, Козица, Козичино, Колари, Колибари, Крушица, Лавчани, Лазаровци, Лешница, Малковец, Мало Церско, Манастирски Доленци, Мамудовци, Мидинци, Миокази, Ново Село, Осломеј, Осој, Орланци, Папрадиште, Патец, Подвис, Поповец, Попољжани, Поповљани, Премка, Прострање, Рабетино, Раштани, Речани, Светораче, Свињиште, Србица, Србљани, Старовец, Стрелци, Тајмиште, Трапчин Дол, Туин, Ћафа, Цер, Црвивци, Челопеци, Челопечки Речани и Шутово.

### Конче
Габревци, Гарван, Горна Враштица, Горни Липовић, Дедино, Долна Враштица, Долни Липовић, Долни Радеш, Загорци, Конче, Лубница, Негреновци, Ракитец и Скоруша.

### Кочани
Безиково, Бели, Вранинци, Главовица, Горни Подлог, Горно Градче, Грдовци, Долни Подлог, Долно Градче, Јастребник, Костин Дол, Кочани, Лешки, Мојанци, Небојани, Нивичани, Ново Село, Оризари, Пантелеј, Пашаџиково, Полаки, Пресека, Прибачево, Припор, Рајчани, Речани, Тркање и Црвена Њива.

### Кратово
Близанци, Вакуф, Горно Кратово, Димонце, Емирица, Железница, Живалево, Каврак, Кетеново, Кнежево, Којково, Коњух, Кратово, Крилатица, Куклица, Куново, Луково, Мушково, Нежилово, Пендак, Приковци, Секулица, Страцин, Талашманце, Татомир, Тополовић, Трновац, Туралево, Филиповци, Шлегово и Шопско Рударе.

### Крива Паланка
Б'с, Баштево, Борово, Варовиште, Габар, Голема Црцорија, Градец, Длабочица, Добровница, Дренак, Дрење, Дурачка Река, Жидилово, Киселица, Конопница, Костур, Кошари, Крива Паланка, Кркља, Крстов Дол, Лозаново, Луке, Мала Црцорија, Мартиница, Метежево, Мождивњак, Нерав, Огут, Осиче, Подржи Коњ, Станци, Т'лминци, Трново и Узем.

### Кривогаштани
Бела Црква, Боротино, Вођани, Врбјани, Годивље, Кореница, Кривогаштани, Крушеани, Мирче Ацев, Обршани, Пашино Рувци, Подвис и Славеј.

### Крушево
Алданци, Арилево, Белушино, Бирино, Борино, Бучин, Врбовец, Горно Дивјаци, Долно Дивјаци, Јакреново, Крушево, Милошево, Норово, Острилци, Пресил, Пуста Река, Саждево, Свето Митрани и Селце.

### Куманово
Агино Село, Бедиње, Бељаковце, Биљановце, Брзак, Вак'в, Винце, Габреш, Горње Коњаре, Градиште, Д'лга, Доброшане, Довезенце, Доње Коњаре, Живиње, Зубовце, Јачинце, К'шање, Карабичане, Клечевце, Кокошиње, Колицко, Косматац, Куманово, Кутлибег, Кучкарево, Лопате, Љубодраг, Мургаш, Ново Село, Новосељане, Орашац, Пезово, Проевце, Пчиња, Режановце, Речица, Романовце, Скачковце, Сопот, Студена Бара, Сушево, Табановце, Тромеђа, Умин Дол, Черкези, Четирце и Шупљи Камен.

### Липково
Алашевце, Белановце, Ваксинце, Виштица, Глажња, Гошинце, Думановце, Злокућане, Извор, Липково, Лојане, Матејче, Никуштак, Опаје, Оризари, Отља, Р'нковце, Ропалце, Руница, Слупчане, Стража и Стрима.

### Лозово
Аџибегово, Аџиматово, Бекирлија, Дорфулија, Ђуземелци, Каратманово, Кишино, Лозово, Милино, Сарамзалино и Ћоселари. 

### Маврово и Ростуша
Аџиевци, Беличица, Бибање, Битуше, Богдево, Болетин, Велебрдо, Видуше, Волковија, Врбен, Врбјани, Галичник, Грекај, Дуф, Жировница, Жужње, Јанче, Кичиница, Кракорница, Лазарополе, Леуново, Маврови Анови, Маврово, Нивиште, Никифорово, Нистрово, Ничпур, Ново Село, Орћуше, Присојница, Рибница, Росоки, Ростуша, Селце, Сенце, Скудриње, Сретково, Сушица, Тануше, Требиште, Тресонче и Церово.

### Македонска Каменица
Дулица, Косевица, Костин Дол, Луковица, Македонска Каменица, Моштица, Саса, Тодоровци и Цера.

### Македонски Брод
Белица, Бенче, Битово, Близанско, Брезница, Брест, Вир, Волче, Горни Манастирец, Горно Ботушје, Горно Крушје, Грешница, Девич, Долни Манастирец, Долно Ботушје, Долно Крушје, Драгов Дол, Дреново, Заград, Звечан, Здуње, Зркле, Ижиште, Инче, Калуђерец, Ковач, Ковче, Косово, Крапа, Латово, Локвица, Лупште, Македонски Брод, Могилец, Модриште, Ореовец, Рамне, Растеш, Русјаци, Самоков, Сланско, Слатина, Старо Село, Суводол, Сушица, Тажево, Томино Село, Тополница, Требино, Требовље и Црешнево.

### Могила
Алинци, Беранци, Будаково, Вашарејца, Горна Чарлија, Дедебалци, Добрушево, Долна Чарлија, Долно Српци, Ивањевци, Лознани, Могила, Мојно, Мусинци, Новосељани, Ношпал, Подино, Путурус, Радобор, Свето Тодори, Трап, Трновци и Црничани.

### Неготино
Брусник, Вешје, Војшанци, Горни Дисан, Долни Дисан, Дуброво, Јаношево, Калањево, Криволак, Курија, Липа, Неготино, Пепелиште, Пештерница, Тимјаник, Тремник, Црвени Брегови, Џидимирци и Шеоба.

### Новаци
Арматуш, Балдовенци, Бач, Биљаник, Брник, Брод, Будимирци, Велесело, Врањевци, Гермијан, Гнеотино, Гнилеж, Горно Агларци, Градешница, Грумази, Груништа, Далбеговци, Добровени, Добромири, Долно Агларци, Долно Орехово, Живојно, Зовић, Ивени, Маково, Мегленци, Новаци, Ново Село, Орле, Паралово, Петалино, Полог, Рапеш, Рибарци, Скочивир, Сливица, Совић, Старавина, Суводол и Тепавци.

### Ново Село
Бадолен, Бајково, Барбарево, Борисово, Дражево, Зубово, Колешино, Мокриево, Мокрино, Ново Коњарево, Ново Село, Самоилово, Смолари, Старо Коњарево, Стиник и Сушица.

### Охрид
Вапила, Велгошти, Велестово, Горњи Лакочереј, Долно Коњско, Доњи Лакочереј, Елшани, Завој, Коњско, Косел, Куратица, Лагадин, Лескоец, Ливоишта, Љубаништа, Опеница, Орман, Охрид, Пештани, Плаће, Подмоље, Рамне, Расино, Речица, Свиништа, Сирула, Скребатно, Трпејца и Шипокно.

### Петровец
Бадар, Блаце, Брезница, Горно Коњари, Градманци, Дивље, Долно Коњари, Катланово, Кожле, Летевци, Огњанци, Петровец, Р'жаничино, Средно Коњари, Сушица и Ћојлија.

### Пехчево
Негрево, Панчарево, Пехчево, Робово, Умлена, Црник и Чифлик. 

### Пласница
Дворци, Лисичани, Пласница и Преглово.

### Прилеп
Алинци, Беловодица, Беровци, Бешиште, Бонче, Вепрчани, Веселчани, Витолиште, Волково, Врпско, Галичани, Голем Радобил, Големо Коњари, Гуђаково, Дабница, Дрен, Дуње, Ерековци, Живово, Загорани, Кадино Село, Кален, Канатларци, Клепач, Кокре, Крстец, Крушевица, Лениште, Лопатица, Мажучиште, Мал Радобил, Мало Коњари, Мало Рувци, Манастир, Маруљ, Никодин, Ново Лагово, Ореовец, Пештани, Плетвар, Подмол, Полчиште, Прилеп, Прилепец, Присад, Ракле, Селце, Смолани, Старо Лагово, Топлица, Тополчани, Тројаци, Тројкрсти, Царевић, Чаниште, Чепигово, Чумово, Шелеверци и Штавица.

### Пробиштип
Бунеш, Бучиште, Гајранци, Горни Стубол, Горно Барбарево, Гризилевци, Гујновци, Добрево, Долни Стубол, Долно Барбарево, Древено, Дренок, Зарепинци, Зеленград, Злетово, Јамиште, Калниште, Куково, Кундино, Лезово, Лесново, Марчино, Неокази, Пестршино, Петришино, Пишица, Плешанци, Пробиштип, Пуздерци, Ратавица, Стрисовци, Стрмош, Трипатанци, Трооло, Турско Рудари и Шталковица.

### Радовиш
Али Коч, Али Лобаси, Бучим, Воиславци, Дамјан, Држани, Дурутлија, Злеово, Ињево, Јаргулица, Калаузлија, Калуђерица, Каралобоси, Караџалар, Козбунар, Коџалија, Ново Село, Ораовица, Папавница, Погулево, Подареш, Покрајчево, Прналија, Радовиш, Раклиш, Сариђол, Смиланци, Сулдурци, Супурге, Тополница, Ћоселија, Худаверлија, Чешме Маале, Шаинташ, Шипковица и Штурово.

### Ранковце
Баратлија, Ветуница, Вржогрнци, Герман, Гиновци, Гулинци, Криви Камен, Љубинци, Милутинце, Одрено, Опила, Отошница, Пиклиште, Петралица, Псача, Радибуш, Ранковце и Станча.

### Ресен
Арвати, Асамати, Болно, Брајчино, Волкодери, Горна Бела Црква, Горно Дупени, Горно Крушје, Грнчари, Долна Бела Црква, Долно Дупени, Долно Перово, Дрмени, Евла, Езерани, Златари, Избишта, Илино, Јанковец, Козјак, Коњско, Крани, Кривени, Курбиново, Лавци, Лева Река, Лескоец, Љубојно, Наколец, Отешево, Петрино, Подмочани, Покрвеник, Прељубје, Претор, Рајца, Ресан, Сливница, Сопотско, Стење, Стипона, Царев Двор, Штрбово и Шурленци.

### Росоман
Дебриште, Камен Дол, Крушевица, Манастирец, Мрзен Ораовец, Паликура, Рибарци, Росоман, Сирково и Трстеник. 

### Свети Николе
Алакинце, Амзабегово, Арбасанци, Богословец, Буриловци, Горно Ђуђанце, Горно Црнилиште, Горобинци, Делисинци, Долно Ђуђанце, Долно Црнилиште, Ерџелија, Кадрифаково, Кнежје, Крушица, Макреш, Малино, Мездра, Мечкуевци, Мустафино, Немањица, Орел, Павлешенци, Патетино, Пеширово, Преод, Ранчинци, Свети Николе, Сопот, Стануловци, Стањевци, Строиманци и Трстеник.

### Сопиште
Барово, Говрлево, Горно Соње, Добри Дол, Долно Соње, Држилово, Јаболци, Нова Брезница, Патишка Река, Ракотинци, Света Петка, Сопиште и Чифлик.

### Старо Нагоричане
Алгуња, Аљинце, Арбанашко, Бајловце, Брешко, Буковљане, Војник, Враготурце, Врачевце, Дејловце, Длабочица, Добрача, Драгоманце, Дренок, Жегљане, Жељувино, Канарево, Карловце, Којинце, Кокино, Мигленце, Макреш, Малотино, Младо Нагоричане, Никуљане, Облавце, Орах, Осиче, Пелинце, Пузајка, Рамно, Руђинце, Старо Нагоричане, Степанце, Стрезовце, Стрновац, Цветишница, Цвиланце и Челопек.

### Струга
Безово, Биџево, Богојци, Бороец, Брчево, Буринец, Велешта, Вишни, Враниште, Глобочица, Горна Белица, Горно Татеши, Делогожди, Добовјани, Долна Белица, Долно Татеши, Драслајца, Дренок, Заграчани, Збажди, Јабланица, Калишта, Корошишта, Лабуништа, Лакаица, Ливада, Ложани, Локов, Луково, Мали Влај, Мислешево, Мислодежда, Модрич, Мороишта, Нерези, Ново Село, Октиси, Пискупштина, Подгорци, Поум, Присовјани, Р'жаново, Радожда, Радолишта, Селци, Струга, Ташмаруништа, Тоска, Франгово, Џепин и Шум.

### Струмица
Баница, Банско, Белотино, Вељуса, Водоча, Габрово, Градско Балдовци, Дабиље, Добрејци, Дорломбос, Злешево, Костурино, Куклиш, Мемешли, Муртино, Орманли, Попчево, Просениково, Раборци, Рич, Сачево, Свидовица, Струмица, Три Води и Чепели. 

### Студеничани
Алдинци, Батинци, Вртекица, Горно Количани, Долно Количани, Драчевица, Елово, Калдирец, Малчиште, Маркова Сушица, Морани, Осинчани, Пагаруша, Рамни Габер, Студеничани, Умово, Цветово, Црвена Вода и Црн Врх.

### Теарце
Брезно, Варвара, Глођи, Доброште, Јелошник, Лешок, Непроштено, Нераште, Одри, Првце, Пршовце, Слатино и Теарце.

### Тетово
Бозовце, Бродец, Вејце, Вешала, Гајре, Голема Речица, Ђермо, Једоарце, Лавце, Лисец, Мала Речица, Отуње, Порој, Сараћино, Селце, Сетоле, Тетово, Фалише, Џепчиште и Шипковица. 

### Центар Жупа
Бајрамовци, Баланци, Брештани, Броштица, Власићи, Голем Папрадник, Горенци, Горно Мелничани, Долгаш, Долно Мелничани, Евла, Елевци, Житинени, Кочишта, Коџаџик, Мал Папрадник, Новак, Осолница, Оџовци, Пареши, Праленик, Центар Жупа и Црно Боци.

### Чашка
Бањица, Бистрица, Богомила, Бусилци, Витанци, Владиловци, Војница, Габровник, Голозинци, Горно Врановци, Горно Јаболчиште, Долно Врановци, Долно Јаболчиште, Дреново, Еловец, Извор, Капиново, Крајници, Крива Круша, Крнино, Лисиче, Мартолци, Мелница, Мокрени, Нежилово, Ново Село, Оморани, Ораов Дол, Ореше, Отиштино, Папрадиште, Плевење, Поменово, Попадија, Раковец, Смиловци, Согле, Стари Град, Степанци, Теово, Црешнево и Чашка.

### Чешиново-Облешево
Бања, Бурилчево, Врбица, Жиганци, Кучичино, Лепопелци, Новосељани, Облешево, Соколарци, Спанчево, Теранци, Уларци, Чешиново и Чифлик.

### Чучер-Сандево
Бањани, Блаце, Бразда, Брест, Бродец, Глуво, Горњани, Кучевиште, Мирковце, Побожје, Танушевци и Чучер-Сандево.

### Штип
Балталија, Брест, Врсаково, Горачино, Доброшани, Долани, Драгоево, Едеклерци, Јамуларци, Калапетровци, Кошево, Криви Дол, Лакавица, Лесковица, Липов Дол, Љуботен, Никоман, Ново Село, Пенуш, Пиперево, Почивало, Пухче, Сарчиево, Селце, Скандалци, Софилари, Стар Караорман, Степанци, Суво Грло, Судић, Сушево, Танатарци, Тестемелци, Топлић, Три Чешми, Хаџи-Реџепли, Хаџи-Сејдели, Хаџи-Хамзали, Црешка, Чардаклија, Чифлик, Шашаварлија, Шопур и Штип.